# FUT11
Fukoziltransferaza 11 je enzim koji je kod ljudi kodiran genom FUT11.

## Literatura
- Ball SP, Tongue N, Gibaud A, Le Pendu J, Mollicone R, Gérard G, Oriol R (јул 1991). „The human chromosome 19 linkage group FUT1 (H), FUT2 (SE), LE, LU, PEPD, C3, APOC2, D19S7 and D19S9”. Annals of Human Genetics. 55 (Pt 3): 225—33. PMID 1763885. S2CID 30777695. doi:10.1111/j.1469-1809.1991.tb00417.x.
- Larsen RD, Ernst LK, Nair RP, Lowe JB (септембар 1990). „Molecular cloning, sequence, and expression of a human GDP-L-fucose:beta-D-galactoside 2-alpha-L-fucosyltransferase cDNA that can form the H blood group antigen”. Proceedings of the National Academy of Sciences of the United States of America. 87 (17): 6674—8. Bibcode:1990PNAS...87.6674L. PMC 54599 . PMID 2118655. doi:10.1073/pnas.87.17.6674 .
- Reguigne-Arnould I, Couillin P, Mollicone R, Fauré S, Fletcher A, Kelly RJ, Lowe JB, Oriol R (1995). „Relative positions of two clusters of human alpha-L-fucosyltransferases in 19q (FUT1-FUT2) and 19p (FUT6-FUT3-FUT5) within the microsatellite genetic map of chromosome 19”. Cytogenetics and Cell Genetics. 71 (2): 158—62. PMID 7656588. doi:10.1159/000134098.
- Bruneau N, Lombardo D (јун 1995). „Chaperone function of a Grp 94-related protein for folding and transport of the pancreatic bile salt-dependent lipase”. The Journal of Biological Chemistry. 270 (22): 13524—33. PMID 7768954. doi:10.1074/jbc.270.22.13524 .
- Kelly RJ, Ernst LK, Larsen RD, Bryant JG, Robinson JS, Lowe JB (јун 1994). „Molecular basis for H blood group deficiency in Bombay (Oh) and para-Bombay individuals”. Proceedings of the National Academy of Sciences of the United States of America. 91 (13): 5843—7. Bibcode:1994PNAS...91.5843K. PMC 44093 . PMID 7912436. doi:10.1073/pnas.91.13.5843 .
- Koda Y, Soejima M, Kimura H (март 1997). „Structure and expression of H-type GDP-L-fucose:beta-D-galactoside 2-alpha-L-fucosyltransferase gene (FUT1). Two transcription start sites and alternative splicing generate several forms of FUT1 mRNA”. The Journal of Biological Chemistry. 272 (11): 7501—5. PMID 9054453. doi:10.1074/jbc.272.11.7501 .
- Wagner FF, Flegel WA (март 1997). „Polymorphism of the h allele and the population frequency of sporadic nonfunctional alleles”. Transfusion. 37 (3): 284—90. PMID 9122901. S2CID 25273202. doi:10.1046/j.1537-2995.1997.37397240210.x.
- Kaneko M, Nishihara S, Shinya N, Kudo T, Iwasaki H, Seno T, Okubo Y, Narimatsu H (јул 1997). „Wide variety of point mutations in the H gene of Bombay and para-Bombay individuals that inactivate H enzyme”. Blood. 90 (2): 839—49. PMID 9226185. doi:10.1182/blood.V90.2.839 .
- Koda Y, Soejima M, Johnson PH, Smart E, Kimura H (септембар 1997). „Missense mutation of FUT1 and deletion of FUT2 are responsible for Indian Bombay phenotype of ABO blood group system”. Biochemical and Biophysical Research Communications. 238 (1): 21—5. PMID 9299444. doi:10.1006/bbrc.1997.7232.
- Koda Y, Soejima M, Kimura H (септембар 1998). „Changing transcription start sites in H-type alpha(1,2)fucosyltransferase gene (FUT1) during differentiation of the human erythroid lineage”. European Journal of Biochemistry. 256 (2): 379—87. PMID 9760178. doi:10.1046/j.1432-1327.1998.2560379.x.
- Roos C, Kolmer M, Mattila P, Renkonen R (фебруар 2002). „Composition of Drosophila melanogaster proteome involved in fucosylated glycan metabolism”. The Journal of Biological Chemistry. 277 (5): 3168—75. PMID 11698403. doi:10.1074/jbc.M107927200 .
- Yip SP, Chee KY, Chan PY, Chow EY, Wong HF (октобар 2002). „Molecular genetic analysis of para-Bombay phenotypes in Chinese: a novel non-functional FUT1 allele is identified”. Vox Sanguinis. 83 (3): 258—62. PMID 12366770. S2CID 37005881. doi:10.1046/j.1423-0410.2002.00184.x. hdl:10397/32501 .
- López-Ferrer A, de Bolós C (јануар 2002). „The expression of human FUT1 in HT-29/M3 colon cancer cells instructs the glycosylation of MUC1 and MUC5AC apomucins”. Glycoconjugate Journal. 19 (1): 13—21. PMID 12652076. S2CID 13065601. doi:10.1023/A:1022576712961.
- Shi S, Stanley P (април 2003). „Protein O-fucosyltransferase 1 is an essential component of Notch signaling pathways”. Proceedings of the National Academy of Sciences of the United States of America. 100 (9): 5234—9. Bibcode:2003PNAS..100.5234S. PMC 154328 . PMID 12697902. doi:10.1073/pnas.0831126100 .
- Brandenberger R, Wei H, Zhang S, Lei S, Murage J, Fisk GJ, Li Y, Xu C, Fang R, Guegler K, Rao MS, Mandalam R, Lebkowski J, Stanton LW (јун 2004). „Transcriptome characterization elucidates signaling networks that control human ES cell growth and differentiation”. Nature Biotechnology. 22 (6): 707—16. PMID 15146197. S2CID 27764390. doi:10.1038/nbt971.
- Guo ZH, Xiang D, Zhu ZY, Wang JL, Zhang JM, Liu X, Shen W, Chen HP (октобар 2004). „[Analysis on FUT1 and FUT2 gene of 10 para-Bombay individuals in China]”. Zhonghua Yi Xue Yi Chuan Xue Za Zhi = Zhonghua Yixue Yichuanxue Zazhi = Chinese Journal of Medical Genetics. 21 (5): 417—21. PMID 15476160.
- Yan L, Zhu F, Xu X, Hong X, Lv Q (мај 2005). „Molecular basis for para-Bombay phenotypes in Chinese persons, including a novel nonfunctional FUT1 allele”. Transfusion. 45 (5): 725—30. PMID 15847661. S2CID 21841537. doi:10.1111/j.1537-2995.2005.04305.x.
- Mejías-Luque R, López-Ferrer A, Garrido M, Fabra A, de Bolós C (јул 2007). „Changes in the invasive and metastatic capacities of HT-29/M3 cells induced by the expression of fucosyltransferase 1”. Cancer Science. 98 (7): 1000—5. PMID 17459061. S2CID 24079329. doi:10.1111/j.1349-7006.2007.00484.x.